# Mabon
Mabon är en gestalt i keltisk mytologi, son till Modron.
Namnet "Mabon" betyder "Den store sonen av en stor moder". Förmodligen är detta samma gestalt som Maponus som även han uppvisar stora likheter med den grekisk guden Apollon.